# حالة حصار
حالة حصار، مجموعة شعرية من مؤلفات الشاعر العربي الفلسطيني محمود درويش، صدرت في عام 2002، عن رياض الريس للكتب والنشر في بيروت، لبنان.